# یواس‌اس آتنا (ای‌کی‌ای-۲۲)
یواس‌اس آتنا (ای‌کی‌ای-۲۲) (به انگلیسی: USS Athene (AKA-22)) یک کشتی بود که طول آن ۴۲۶ فوت (۱۳۰ متر) بود. این کشتی در سال ۱۹۴۴ ساخته شد.